# کیچی یانو
کیچی یانو (انگلیسی: Keiichi Yano؛ زادهٔ) آهنگساز اهل ژاپن است.